# Feyenoord Rotterdam
Feyenoord (Schreibweise bis 1971: Feijenoord), im deutschsprachigen Raum allgemein bekannt als Feyenoord Rotterdam, ist ein Fußballverein aus der niederländischen Stadt Rotterdam. Feyenoord ist neben Ajax Amsterdam und der PSV Eindhoven einer der drei großen Vereine des niederländischen Fußballs. Seit 1921 spielt er in der jeweils höchsten niederländischen Spielklasse, seit ihrer Gründung 1956 in der Eredivisie. 16-mal wurde der Verein Landesmeister und 14-mal Pokalsieger. 1970 gewann Feyenoord als erste niederländische Mannschaft den Europapokal der Landesmeister und den Weltpokal für Vereinsmannschaften, zweimal gewann der Klub den UEFA-Pokal.

## Geschichte

### 1908 bis 1939
Feyenoord wurde am 19. Juli 1908 von Jugendlichen in dem Lokal De Vereeniging (von Jac. Keizer) im Stadtteil Feijenoord, einer ehemaligen Insel im Rheinarm Nieuwe Waterweg südlich des Strombetts, gegründet. Der ursprüngliche Vereinsname war allerdings nicht Feyenoord, sondern Wilhelmina. Die damaligen Vereinsfarben waren blau und rot – rotes Shirt mit abgesetzten blauen Ärmeln. Bereits 1909 wurde der Name in Hillesluise Football Club geändert. Zur gleichen Zeit trat man dem Rotterdamse Voetbalbond (Fußballverband Rotterdam) bei. Als es zum Ligastart kommen sollte, stellte der Verein fest, dass es bereits einen Klub mit der Abkürzung HFC gab (Koninklijke HFC). Um Verwechslungen zu vermeiden, wurde der Name ein weiteres Mal geändert, die Mannschaft wollte nun als RVV Celeritas auflaufen. Neben dem Namen wurde auch das Aussehen verändert. Das neue Jersey war gelb-schwarz längsgestreift. 1912 schloss sich der Verein dem niederländischen Fußballverband an. Von da an hieß das Team SC Feijenoord (auch Feyenoord geschrieben), nach dem Stadtteil, in dem die Gründung stattfand. Auch die Vereinsfarben wurden in die noch heute gültigen geändert.
1917 kam der erste Erfolg. Die Mannschaft stieg in die erste Liga auf. Mit dem Aufstieg kam der Umzug in das Kromme Zandweg Stadion. Sechzehn Jahre nach der Gründung konnte mit dem Gewinn der niederländischen Meisterschaft 1924 der erste groß-nationale Titel gewonnen werden. Die Mannschaft war auf einer Erfolgswelle. 1926, 1927, 1928 und 1929 wurden regionale Titel gesammelt. 1928 die zweite Meisterschaft gefeiert. Zwei Jahre danach, 1930, konnte zum ersten Mal der niederländische Pokal gewonnen werden. Im Finale setzte sich das Team gegen Stadtrivalen Excelsior Rotterdam durch. Fünf Jahre später erfolgte der erneute Triumph, als man im Endspiel gegen Helmond Sport gewinnen konnte. Feijenoord wurde immer populärer und zog mehr und mehr Fans an. Aus diesem Grund entschieden sich die Verantwortlichen zu dem Bau eines neuen Stadions. Der Verein konnte Geschäftsmann Daniël George van Beuningen ins Boot holen und bereits 1933 begann man mit der Entwicklung der neuen Konstruktion. 1935 begannen die Bauarbeiten. Durchgeführt wurden diese durch Architekt Leendert van der Vlugt. Das erste Spiel im neuen De Kuip war dann zwei Jahre später, am 27. März 1937. Von den Fans wird das Feyenoord-Stadion nur „De Kuip“ (sprich: de köip, „UI“ wie französisch: feuille), was auf Deutsch so viel wie „die Wanne“ bedeutet. Leen Vente war beim 5:2-Sieg gegen den belgischen Klub Germinal Beerschot Antwerpen dann der erste Schütze, der die Netze der neuen Wettkampfstätte einweihen durfte. Nur ein paar Monate später wurde das erste internationale Spiel in diesem Stadion zwischen den Nationalmannschaften der Niederlande und Belgiens ausgetragen.
1936 nochmal im alten und 1938 im neuen Stadion konnten die Rotterdamer die Meisterschaften drei und vier feiern.

### 1940 bis 1969
1940 wurde der fünfte niederländische Meistertitel gewonnen. Auch während der deutschen Besetzung der Niederlande im Zweiten Weltkrieg führte die niederländische Fußballliga den Spielbetrieb weiter. Als die deutschen Truppen De Kuip besetzten, wich Feijenoord auf das Kasteel Stadion, den Platz des Stadtrivalen Sparta Rotterdam, aus. Bei Heimspielen gegen Sparta spielte die Mannschaft im alten Stadion Kromme Zandweg. Erst zum Höhepunkt des Krieges wurde die Liga 1945 eingestellt. In dieser Zeit wurde nur 1943 der regionale Titel gewonnen. Auch nach dem Krieg lief es nicht mehr so gut und Feijenoord konnte sich oft nur mit Mühe für die nationale Meisterschaftsrunde qualifizieren.
Am 30. Juni 1954 beriefen die Präsidenten der drei großen Rotterdamer Klubs ein Treffen zwischen anderen Fußballpräsidenten und des KNVB in Utrecht ein. Ziel dieses Treffens war die Schaffung einer professionellen Fußballliga. Bereits 1954/55 wurde die erste Eredivisie-Saison ausgespielt. Feijenoord war eines der Gründerteams und blieb der Liga seither ununterbrochen treu. Schon damals entwickelten sich geschichtsträchtige Spiele und Rivalitäten zwischen Feijenoord und anderen Vereinen. Am 2. April 1956 wurde ein Spiel gegen die Volewijckers aus Amsterdam mit 11:4 gewonnen. Neunfacher Torschütze war Henk Schouten. Zu Ajax Amsterdam entwickelte sich ein Konkurrenzkampf. Schon früh wurden die Spiele zwischen den beiden Mannschaften als “de klassieker” (dt.: Der Klassiker) bezeichnet. Ein erster dieser Klassiker war am 11. November 1956, als Daan den Bleijker fünf Tore beim 7:3-Sieg gegen den Rivalen aus der Hauptstadt schoss.
Sechs Jahre nach Gründung der Profiliga gewann Feijenoord diese 1961 auch zum ersten Mal. Auf dem Weg zu diesem Triumph wurde Ajax in De Kuip mit 9:5 geschlagen, wobei Henk Schouten vier der neun Treffer erzielte. Im Folgejahr nahm der Verein das erste Mal am internationalen Wettbewerb des Europapokals der Landesmeister teil. Erster Gegner war der schwedische Vertreter IFK Göteborg. Mit 3:0 in Schweden und 8:2 im heimischen Stadion konnte man sich durchsetzen, doch bereits in der folgenden Runde musste die Mannschaft sich Tottenham Hotspur geschlagen geben und schied somit aus. 1962 wurde der nationale Titel verteidigt und das Finale des Intertoto-Cups erreicht. Dort traf man auf den großen Rivalen Ajax Amsterdam und musste sich den Hauptstädtern mit 2:4 beugen.
Am 12. Dezember 1962 spielte Feijenoord in der zweiten Runde des Europapokal der Landesmeister 1962/63 gegen Vasas Budapest. Nach Hin- und Rückspiel wurde 1:0 durch die jeweilige Heimmannschaft gewonnen. Es musste ein Entscheidungsspiel auf neutralem Boden erfolgen. Als Austragungsort diente Antwerpen in Belgien. 30.000 Fans folgten ihrer Mannschaft in den benachbarten Staat. Wieder endete das Spiel durch einen Treffer von Rinus Bennaars 1:0 und somit für einen besseren Ausgang aus Sicht der Niederländer. Bennaars wurde daraufhin als „Der Held von Deurne“, dem Austragungsort der Partie, benannt. Zwischen Royal Antwerpen, die den Platz stellten, und Feijenoord entwickelte sich darauf eine enge Fanfreundschaft.
1963 machten sich tausend Fans auf den Weg nach Portugal, wo man am 8. Mai im Halbfinale des Europapokals Benfica Lissabon gegenübertrat. Das Hinspiel einen Monat zuvor war 0:0 ausgegangen. Zwar verlor die Feijenoord 1:3, doch war diese Niederlage der Beginn einer der erfolgreichsten Perioden in der Vereinsgeschichte. 1965 wurde zum ersten Mal das niederländische Double gewonnen. Dieser Erfolg wiederholte sich 1969. Der Meistertitel von 1965 bescherte einen Platz im Europapokal der Landesmeister 1965/66. Am 8. September 1965 traf der Klub das erste Mal auf den Seriensieger Real Madrid. Während des Spiels musste Hans Kraay nach 31. Minuten vom Platz genommen werden. Ein Wechsel erfolgte nicht. Kraay kehrte zum zweiten Spielabschnitt zurück und erzielte einen Treffer. Das Spiel endete mit einem 2:1-Sieg. Zwei Wochen später, zum Rückspiel um den Einzug in die nächste Runde, verlor Feijenoord gegen den Favoriten mit 0:5. Real holte später dann den Titel.

### 1970 bis 1989
Als niederländischer Meister von 1969 nahm Feijenoord am Europapokal der Landesmeister der Saison 1969/70 teil. Nachdem man in der ersten Runde KR Reykjavík mit 12:2 und 4:0 demontierte, traf die Mannschaft auf den AC Mailand. Das erste Spiel in Italien wurde 0:1 verloren, allerdings konnte man sich mit einem 2:0 im Rückspiel für die kommende Runde qualifizieren. Dort musste der Klub dem DDR-Vertreter FC Vorwärts Berlin gegenübertreten. Wie schon gegen Mailand wurde das Hinspiel mit 0:1 verloren und das Rückspiel konnte 2:0 gewonnen werden. Im Halbfinale wartete Legia Warschau. Rotterdam erreichte zum ersten Mal das Finale des Europapokals der Landesmeister. Im Giuseppe-Meazza-Stadion in Mailand hieß der Gegner am 6. Mai 1970 Celtic Glasgow. Tommy Gemmell für Celtic und Rinus Israël für Feijenoord erzielten die Tore zum 1:1 nach 90 Minuten. In der Verlängerung erzielte Ove Kindvall drei Minuten vor Schluss den 2:1-Siegtreffer.
Ohne den niederländischen Titel verteidigt zu haben, aber als Titelverteidiger startete die Mannschaft in die Europapokal-Saison 1970/71. Überraschenderweise schied Feijenoord in der ersten Runde gegen das rumänische Team UTA Arad aus. Trotzdem wurde ein weiterer Erfolg gefeiert. Als europäischer Gewinner des Europapokals der Landesmeister durfte Feijenoord gegen Estudiantes de La Plata (Argentinien) das Spiel um den Weltpokal bestreiten. Nach einem 2:2 im La Bombonera konnten die Argentinier in De Kuip durch einen Treffer von Joop van Daele mit 1:0 bezwungen werden. Oscar Malbernat, Spieler von Estudiantes de La Plata, war darüber so verärgert, dass er van Daele die Brille herunterriss und zertrampelte.
1971 holte Feijenoord den zehnten Meistertitel.
Im gleichen Jahr wurde der Verein von Feijenoord in Feyenoord umbenannt. Grund dafür war, dass viele ausländische Fußballanhänger Probleme mit dem „ij“ und dessen Aussprache hatten. Unter neuem Namen startete man in die UEFA-Cup-Saison 1973/74. Mit einigen Problemen erreichte der Klub das Halbfinale, wo der deutsche Vertreter VfB Stuttgart wartete. Nachdem das Hinspiel 2:1 gewonnen wurde, zitterte das Team sich mit einem 2:2 ins Finale um den UEFA-Pokal. Im ersten Finalspiel auswärts gegen Tottenham Hotspur stand es lange 1:2 aus Sicht der Rot-Weißen. Erst in der 85. Minute konnte Theo de Jong zum 2:2 ausgleichen. Das Spiel in Rotterdam gewannen die Niederländer mit 2:0 durch Tore von Wim Rijsbergen und Peter Ressel und waren damit das erste niederländische Team, das den UEFA-Pokal gewinnen konnte.
1974 konnte man nochmals die niederländische Meisterschaft gewinnen, doch in den kommenden Jahren blieben große Erfolge aus. 1978 trennte sich die Profi-Fußball-Abteilung von der Amateur-Abteilung. Feyenoord Rotterdam blieb als Hauptverein bestehen und die Amateure organisierten sich im neuen Verein Sportclub Feyenoord.
1980 bezwang Feyenoord im Finale um den niederländischen Pokal Ajax Amsterdam mit 3:1.
1984 trumpfte die Mannschaft wieder groß auf, als man das dritte Double perfekt machte. Schlüsselspieler wie Johan Cruyff, Ruud Gullit und Peter Houtman trugen damals das Trikot der Rot-Weißen. Cruijff kam im Sommer 1983 nach Rotterdam, nachdem er sich von seinem vorherigen Klub Ajax im Ärger getrennt hatte. Er blieb nur ein Jahr bei Feyenoord, ehe er seine Karriere beendete. Ebenfalls in dieser Spielzeit verlor die Mannschaft in Amsterdam mit 2:8 und erlitt damit die zweithöchste Niederlage in der Klubgeschichte. Im Pokalfinale schlug man Fortuna Sittard.

### 1990 bis 1999
Von da an hatte der Verein eine lange Misere zu bewältigen. In der Liga war Platz drei schon ein großer Erfolg und 1989/90 entging Feyenoord nur knapp dem Abstieg aus der Eredivisie. Der Klub hatte finanzielle Probleme und Hauptsponsor HCS musste Insolvenz anmelden. 1990 übernahm Wim Jansen das Traineramt von Gunder Bengtsson und Pim Verbeek, nach einer 0:6-Niederlage gegen die PSV Eindhoven. Im Pokal trafen beide Mannschaften wieder aufeinander, allerdings gewann dieses Mal Feyenoord durch einen Treffer von Henk Fräser mit 1:0. Das Team konnte bis ins Finale vordringen, wo man den BVV Den Bosch mit 1:0 bezwang. Bald musste man sich wieder mit der PSV, dem stärksten Verein in den Niederlanden zu dieser Zeit, auseinandersetzen. Im Spiel um den PTT Telecom Cup, dem ersten Super-Cup-Finale seit 1949, konnte sich Feyenoord erneut mit 1:0 durchsetzen. Schütze war Marian Damaschin. 1992 wurde der nationale Pokal durch ein 3:0 im Endspiel gegen Roda JC Kerkrade verteidigt. Im gleichen Jahr wurde das Halbfinale des Europapokal der Pokalsieger 1991/92 erreicht, wo man sich dem AS Monaco geschlagen geben musste. Beide Spiele endeten unentschieden, allerdings entschieden die auswärts mehr erzielten Tore für Monaco. 1993 wurde die nationale Meisterschaft durch einen 5:0-Sieg im letzten Spiel gegen den FC Groningen gewonnen. 1994 und 1995 kamen zwei weitere Endspielerfolge im Pokal hinzu. Im Europapokal der Pokalsieger blieben Titel aus, allerdings wurden Achtungserfolge gefeiert. Im Viertelfinale um den KNVB-Pokal von 1995 traf die Mannschaft auf Ajax und konnte sich durchsetzen. Nach 1:1 in der regulären Spielzeit war der Golden-Goal-Treffer von Mike Obiku entscheidend für Feyenoord. Die Rotterdamer waren damit das einzige Team, welches Ajax in dieser Saison bezwingen konnte. Ajax, als niederländischer Meister und Champions-League-Sieger, blieb in allen anderen Wettbewerben ungeschlagen. Im Europapokal der Pokalsieger der Saison 1995/96 kämpfte der Klub sich bis ins Halbfinale vor, wo beim SK Rapid Wien Ende war.
In der Champions-League-Saison 1997/98 gab Feyenoord sein Debüt im neugestalteten Wettbewerb und wurde Dritter in der Gruppenphase hinter Manchester United und Juventus Turin. Dennoch konnte das Team in Rotterdam Juventus durch zwei Tore von Julio Cruz schlagen.
1998 prüfte der Fiscale Inlichtingen- en Opsporingsdienst (FIOD) Unklarheiten in den Verpflichtungen von Aurelio Vidmar, Christian Gyan und Patrick Allotey. Mit Jorien van den Herik als damaligen Präsidenten, wurde dies ein riesiger Skandal in der niederländischen Fußballszene. Trotzdem konnte am 25. April 1999 der 14. Meistertitel gewonnen werden. Vor der Spielzeit 1999/00 wurde Ajax in deren Stadion mit 3:2 bezwungen und der Super-Cup gewonnen.

### 2000 bis 2015

Logo bis 2008

Durch den Meistertitel 1999 qualifizierte sich Feyenoord für die Champions League 1999/2000. Es war die zweite Teilnahme in diesem Wettbewerb seit der Neugliederung 1992. In der ersten Gruppenphase schaffte es das Team, sich hinter Rosenborg Trondheim, aber vor Borussia Dortmund für die zweite Gruppenphase zu qualifizieren. Dort warteten bereits Olympique Marseille, Lazio Rom und der FC Chelsea. Um die K.O.-Runde zu erreichen, musste Feyenoord ihr letztes Spiel gegen Marseille gewinnen. Allerdings reichte es nur zum Unentschieden, und die Mannschaft schied aus.
Nach einem Jahr Pause kamen sie zur Saison 2001/02 zurück in die Champions League. Dieses Mal musste sie sich mit den FC Bayern München, Sparta Prag und Spartak Moskau messen. Man scheiterte, war aber durch Platz 3 berechtigt, in den UEFA-Pokal 2001/02 einzugreifen. Dort schaltete man erst den SC Freiburg und anschließend die Glasgow Rangers aus, ehe der Klub im Viertelfinale auf Ligakonkurrent PSV Eindhoven traf. Beide Spiele endeten 1:1-Unentschieden und erst das Elfmeterschießen sollte eine Entscheidung bringen. Pierre van Hooijdonk, der Feyenoord schon in letzter Minute das Unentschieden im Rückspiel bescherte, sicherte mit dem letzten Elfmeter den Einzug ins Halbfinale des Wettbewerbs. Dort schaltete das Team Inter Mailand aus und zog mit Borussia Dortmund, das den AC Mailand bezwang, ins Finale um den UEFA-Pokal ein. Durch einen glücklichen Umstand fand das Endspiel im heimischen Feyenoord-Stadion statt. Pierre van Hooijdonk brachte die Rot-Weißen mit einem Doppelschlag 2:0 in Führung, ehe Márcio Amoroso in der 47. Minute für den BVB verkürzte. Doch bereits drei Minuten später stellte Jon Dahl Tomasson den alten Abstand wieder her. Durch einen Treffer von Jan Koller konnte Dortmund nochmals verkürzen, doch das Spiel konnte nicht mehr gewendet werden und das Team von Trainer Bert van Marwijk ging als Sieger vom Platz.
Der Pokalerfolg 2002 war der Beginn einer langen Trockenphase für die Rotterdamer. In der Liga erreichte man nur Platz 3, und das Finale um den niederländischen Pokal ging mit 1:4 an den FC Utrecht verloren.
Die Saison 2005/06 war sehr enttäuschend. Erst musste der Verein sich knapp der PSV Eindhoven beim Gewinn der Meisterschaft geschlagen geben, und anschließend verpasste man in der neu eingeführten Qualifikationsrunde für die Champions League die Teilnahme an diesem Wettbewerb und musste Ajax, obwohl diese in der Liga weniger Punkte als Feyenoord hatten, den Vortritt lassen.
Die folgende Spielzeit startete mit erneuten Rückschlägen. Leistungsträger wie Salomon Kalou und Dirk Kuyt verließen den Klub und wechselten Richtung England, und der Verein steckte in einer finanziellen Krise. Fans reagierten wütend, als Spieler wie Angelos Charisteas verpflichtet wurden, die in ihren vorherigen Klubs nur zweite Wahl waren. Nach großen Protesten und heftigen Reaktionen entschloss sich Präsident Jorien van den Herik, von seinem Amt zurückzutreten. Daraufhin wurden Neugliederungen vorgenommen, die dem Verein helfen sollten, die Situation zu bewältigen. Doch die Probleme hielten an. Wegen Fanausschreitungen und Hooliganismus am 30. November 2006, im internationalen Wettbewerb der Vorsaison, im Spiel gegen den AS Nancy, wurde Feyenoord von der Teilnahme am internationalen Turnier ausgeschlossen. In der Liga reichte es nur für den 7. Platz: Die Rotterdamer konnten sich zum ersten Mal seit 16 Jahren nicht für einen europäischen Wettbewerb qualifizieren.

Feyenoord Logo

Mit Beginn der Saison 2007/08 überraschten die Klubverantwortlichen die Fangemeinschaft. Royston Drenthe, Jungstar bei der U21-EM 2007, wurde für 13 Millionen Euro an Real Madrid verkauft, was dem Verein Möglichkeiten zur Finanzierung neuer Spieler brachte. Bert van Marwijk, schon zwischen 2000 und 2004 Trainer in Rotterdam, wurde nochmals unter Vertrag genommen und erfahrene Spieler wie Giovanni van Bronckhorst und Roy Makaay konnten verpflichtet werden. Zwar wurden die Anhänger von den Leistungen ihres Teams in der Liga enttäuscht und es reichte nur zum 6. Platz, aber im Pokal konnten Erfolge gefeiert werden. Pünktlich zum hundertsten Geburtstag des Vereins zog die Mannschaft ins Finale um den KNVB-Pokal ein, in dem Roda JC Kerkrade 2:0 bezwungen wurde.
Für die Spielzeit 2008/09 wurde Gertjan Verbeek als neuer Trainer verpflichtet und der Geburtstag soll mit vielen Veranstaltungen gefeiert werden. Das alte Goldene Logo kehrte zurück und soll Feyenoords offizielles Logo ersetzen. Im Sommer 2008 wurde mit Borussia Dortmund, Tottenham Hotspur und Celtic Glasgow ein Feyenoord Jubilee Turnier (Jubiläumsturnier) ausgetragen, das die Engländer gewinnen konnten. Mit dem Pokalerfolg der Vorsaison qualifizierte sich die Mannschaft für den UEFA-Pokal 2008/09. Doch Verbeek enttäuschte die Vereinsanhänger und schließlich entschieden sich die Club-Verantwortlichen, sich von ihm zu trennen. Bis zu seiner Entlassung führte er die Mannschaft auf den 12. Platz, im UEFA-Pokal schied man nach der Gruppenphase durch vier Niederlagen in vier Spielen aus. Als Übergangslösung wurde Verbeeks Co-Trainer Leon Vlemmings benannt. Verbeeks Nachfolger wurde in der Saison 2009/10 der geborene Rotterdamer und langjährige Feyenoord-Anhänger Mario Been; Leo Beenhakker, der ebenfalls eng mit der Klub verbunden ist und in der Vergangenheit sogar schon mehrfach Feyenoords Trainer war, stand ihm als „technischer Direktor“ zur Seite. Been sorgte bei Roy Makaay für Verärgerung, nachdem er ihn nicht als Stammspieler aufstellte, weil seine Leistung der letzten Saison nicht zu seiner Zufriedenheit ausgefallen sei. Unter Been und Beenhakker leistete der Verein vorläufig bedeutend mehr als unter Verbeek, obgleich ihm laut Beenhakker selbst der Anschluss zu Ajax, PSV und FC Twente fehle.
In den letzten Jahren kam der Verein wiederholt durch seine schlechte finanzielle Lage in die Nachrichten. Am 11. Dezember 2009 gab er bekannt, erneut schwere Verluste erlitten zu haben. Dadurch sei es vorerst nicht möglich, neue Spieler anzuziehen. Man hält dafür unter anderem die schlechten Ergebnisse des vergangenen Jahres verantwortlich.
Am 24. Oktober 2010 unterlag Feyenoord Rotterdam der PSV Eindhoven mit 0:10. Die höchste Niederlage der Vereinsgeschichte in der Eredivisie bedeutete den Absturz auf Platz 16 in der Liga. Letztlich konnte die abgelaufene Spielzeit immerhin auf einem dennoch enttäuschenden 10. Rang beendet werden. Nachdem sich die Spieler gegen ihn ausgesprochen hatten, trat Trainer Been im Juli 2011 zurück. Sein Nachfolger für die Saison 2011/12 wurde Ronald Koeman. Unter ihm erlangte Feyenoord die nötige Stabilität zurück, um wieder zur Elite im niederländischen Fußball gehören zu können. Es gelang die Vizemeisterschaft, womit der Klub aus Rotterdam an der Qualifikation zur UEFA Champions League 2012/13 teilnehmen durfte. Diese ging jedoch mit zwei Niederlagen gegen Dynamo Kiew (1:2 a; 0:1 h) verloren. Auch die Qualifikation zur UEFA Europa League 2012/13, da man Sparta Prag nach einem 2:2 im Hinspiel mit 0:2 im Rückspiel unterlag.
Zur Saison 2012/13 gelang nur der dritte Platz, da man gegenüber der punktgleichen PSV Eindhoven die deutlich schlechtere Tordifferenz aufwies. Feyenoord durfte daher lediglich in die Playoff-Runde der Europa-League-Qualifikation, die man nach zwei Niederlagen gegen den russischen Verein FK Kuban Krasnodar (0:1 a; 1:2 h) verspielte. In der Saison 2013/14 konnte man wieder den zweiten Platz erreichen, womit die Teilnahme an der Qualifikation zur UEFA Champions League 2014/15 gesichert war. In diese ging es mit dem neuen Trainer Fred Rutten, nachdem Ronald Koeman zum FC Southampton abwanderte. Die Qualifikationsspiele gegen Beşiktaş Istanbul gingen beide verloren (1:2 h; 1:3 a), jedoch gelang nach einem knappen Erfolg über Sorja Luhansk (1:1 a; 4:3 h) zumindest die Qualifikation zur UEFA Europa League 2014/15. Der Start in die Gruppe G gegen den FC Sevilla, HNK Rijeka und Standard Lüttich begann mit zwei Niederlagen, jedoch gewann Feyenoord die restlichen vier Gruppenspiele allesamt und wurde damit Gruppensieger. Im Sechzehntelfinale schied man mit einem 1:1-Auswärtsremis und einer 1:2-Heimniederlage gegen die AS Rom aus. Die Saison 2014/15 beendeten die Rotterdamer auf dem vierten Platz, der lediglich zur Teilnahme an den ligainternen Playoff-Spielen zur Europa-League-Qualifikation berechtigte. Im Halbfinale scheiterte man knapp am Siebtplatzierten SC Heerenveen (0:1 a; 2:2 h). Der Klub reagierte und trennte sich zum Saisonende von Cheftrainer Rutten.

### Seit 2015
Feyenoord Rotterdam war mittlerweile seit sieben Jahren ohne jeden Titel, was den Erwartungen im Verein nicht ansatzweise entsprach. Mit dem neuen Cheftrainer Giovanni van Bronckhorst, der bereits für drei Jahre als Fußballspieler bei Feyenoord tätig war, sollte sich das zur Saison 2015/16 aber ändern. In der Hinrunde verlor der Klub nur drei Saisonspiele und schaltete im KNVB-Pokal unter anderem den Erzrivalen Ajax Amsterdam mit 1:0 aus. Mit diesem Sieg legte man einen wichtigen Grundstein, um das Finale des Pokals zu erreichen. Nach einem 2:1-Erfolg über den FC Utrecht war der 12. Pokalsieg gesichert und die acht Jahre lange Titelflaute im Verein beendet. Eine Schwächephase zu Jahresbeginn (sieben Niederlagen am Stück) forderte jedoch den dritten Platz hinter den dominanten Rivalen aus Eindhoven und Amsterdam, die beide über 20 Punkte entfernt waren.
Zum Start in die Saison 2016/17 unterlag man der PSV mit 0:1 im Supercup. In der Europa League wurde man zusammen mit Fenerbahçe Istanbul, Manchester United und Sorja Luhansk der Gruppe A zugelost, wo man jedoch nur den dritten Platz erreichen konnte. Dafür konnte man mit einem Punkt Vorsprung auf Ajax erstmals seit 1999 wieder niederländischer Meister werden. In weiterer Folge gelang zum Start in die neue Saison der dritte Supercup-Titel. Dabei setzte man sich nach einem 1:1 im Elfmeterschießen gegen Vitesse Arnheim durch.
Der Meistertitel berechtigte zur direkten Teilnahme an der UEFA Champions League 2017/18, doch in einer schwierigen Gruppe F ging man gegen Manchester City, Schachtar Donezk und den SSC Neapel mit nur einem Sieg am letzten Spieltag als Letztplatzierter unter. Während man nach einem 3:0-Sieg über AZ Alkmaar das Pokalfinale erneut gewann, reichte es in der Liga nur zum vierten Platz. Durch den Pokalsieg durfte Feyenoord das ligainterne Playoff zur Europa-League-Qualifikation überspringen. Die Qualifikation zur Gruppenphase gelang dennoch nicht, da man gegen den slowakischen Verein AS Trenčín im Hinspiel überraschend mit 0:4 verlor und im Rückspiel nur 1:1 spielte. Im Gegenzug verteidigte man jedoch den Supercup, als man die PSV nach einem 0:0 im Elfmeterschießen bezwingen konnte. Zur Saison 2018/19 belegte man den dritten Platz, anschließend machte Giovanni van Bronckhorst den Trainerposten bei Feyenoord frei.
Neuer Cheftrainer bei den Rotterdamern wurde Jaap Stam, der zuvor sowohl als Spieler als auch als Trainer bei Ajax tätig und daher nicht unumstritten war. Die Qualifikation zur UEFA Europa League 2018/19 erfolgte gegen Dinamo Tiflis (4:0 h; 1:1 a) und Hapoel Be’er Scheva (3:0 h; 3:0 a) ohne Probleme. Nach einer 0:4-Niederlage gegen Ajax musste Jaap Stam seinen Trainerposten nach nur drei Monaten wieder räumen, es folgte Dick Advocaat auf ihn. In der Europa League konnte aber auch er das frühe Aus in der Gruppenphase nicht verhindern. Dabei belegte man hinter dem FC Porto, den Glasgow Rangers und dem BSC Young Boys den letzten Platz. Die Eredivisie-Saison 2019/20 wurde aufgrund der COVID-19-Pandemie im März 2020 abgebrochen. Daher wurden die bis dahin erbrachten Leistungen herangezogen, bei denen Feyenoord sich als Drittplatzierter zumindest für die UEFA Europa League 2020/21 qualifizierte. Dort kam man in Gruppe K erneut nicht über die Gruppenphase heraus. Hierbei wurde hinter Dinamo Zagreb sowie dem Wolfsberger AC und vor ZSKA Moskau der dritte Platz erreicht. In der Liga konnte Feyenoord nur den fünften Platz erreichen, was der schlechtesten Platzierung seit zehn Jahren entsprach. Infolgedessen wurde Dick Advocaat von seinen Aufgaben als Cheftrainer entbunden.
Über die ligainteren Playoffs gelang Feyenoord immerhin der Sprung in die Qualifikationsspiele zur neu gegründeten UEFA Europa Conference League. Diese ging man mit dem neuen Cheftrainer Arne Slot an. Nach Siegen über den KF Drita (0:0 a; 3:2 h), den FC Luzern (3:0 a; 3:0 h) und den IF Elfsborg (5:0 h; 1:3 a) erreichte man die Gruppenphase. Dabei traf man in Gruppe E auf Slavia Prag, Union Berlin und Maccabi Haifa. Mit 14 Punkten qualifizierte sich Feyenoord als Gruppensieger für das Achtelfinale. Gegen Partizan Belgrad setzte man sich nach zwei Siegen und einem Gesamtscore von 8:3 deutlich durch (5:2 a; 3:1 h). Im Viertelfinale kam es zum Wiedersehen mit Slavia Prag, bei dem Feyenoord aber das bessere Ende für sich hatte (3:3 h; 3:1 a). Schlussendlich setzte man sich im Halbfinale knapp gegen Olympique Marseille durch (3:2 h; 0:0 a), um beim Endspiel im Air Albania Stadium der AS Rom gegenüberzustehen. Die Partie endete mit 1:0 für die Römer, womit Feyenoord haarscharf am ersten internationalen Titel seit 20 Jahren vorbeischrammte.
Der dritte Platz in der Eredivisie-Saison 2021/22 berechtigte den Klub aus Rotterdam dann aber zur Teilnahme an der UEFA Europa League. Es kam zum Aufeinandertreffen mit dem FC Midtjylland, Lazio Rom und dem SK Sturm Graz in der Gruppe F. Das Endergebnis entwickelte sich hierbei zum größtmöglichen Kuriosum, da alle Mannschaften jeweils acht Punkte erreicht hatten. Entscheidend waren schlussendlich die Tordifferenz und die Anzahl der erzielten Tore. Bei beiden Werten war Feyenoord ganz vorne und stieg damit als Gruppensieger ins Achtelfinale auf. Nach einem 1:1 im Hinspiel erledigte man Schachtar Donezk im Rückspiel mit einem deutlichen 7:1-Heimsieg. Doch im Viertelfinale musste man sich erneut der AS Rom beugen. In Rotterdam gelang ein 1:0-Hinspielsieg, aber das Rückspiel im Stadio Olimpico endete mit 1:2. Da die Auswärtstorregel zu diesem Zeitpunkt nicht mehr galt, ging das Spiel in die Verlängerung, in der Feyenoord noch zwei weitere Gegentore zum 2:4-Gesamtergebnis kassierte. Jedoch konnte der Klub zum sechzehnten Mal niederländischer Meister werden und sich damit für die UEFA Champions League 2023/24 qualifizieren.
Zum Start in die Spielzeit 2023/24 spielte man im Supercup, verlor dort aber gegen den PSV Eindhoven mit 0:1. Auch in der Champions League kam man erneut nicht über die Gruppenphase hinaus. In Gruppe E gelangte man hinter Atlético Madrid sowie Lazio Rom und vor Celtic Glasgow auf Platz 3 und spielte daher in der Europa League weiter. Zum dritten Mal in Folge musste man sich hierbei aber der AS Rom geschlagen geben. Dieses Mal gab es nach einem doppelten 1:1 das Aus im Elfmeterschießen. Während der Meistertitel an die sehr starke PSV verloren ging, siegte man immerhin im Pokalfinale mit 1:0 gegen den NEC Nijmegen. Feyenoord darf trotz des verfehlten Meistertitels auch in der UEFA Champions League 2024/25 spielen. Außerdem hatte Trainer Arne Slot bekanntgegeben, im Sommer zum FC Liverpool wechseln zu wollen.

## Erfolge
Zusammen mit Ajax Amsterdam und der PSV Eindhoven gehört Feyenoord zu den erfolgreichsten Fußballvereinen der Niederlande.

### International
1970 gewann Feyenoord als erster niederländischer Verein den Europapokal der Landesmeister, Wochen darauf sogar den Weltpokal. Der UEFA-Pokal wurde 1974 und 2002 gewonnen. Beim Sieg von 2002 wurde im Finale Borussia Dortmund geschlagen.
- Europapokal der Landesmeister: 1970
- Weltpokal: 1970
- UEFA-Pokal: 1974, 2002
- UEFA Intertoto Cup: 1967, 1968, 1973
- Benelux Cup: 1958, 1959

### National
- Niederländischer Fußballmeister (16): 1924, 1928, 1936, 1938, 1940, 1961, 1962, 1965, 1969, 1971, 1974, 1984, 1993, 1999, 2017, 2023
- Niederländischer Pokalsieger (14): 1930, 1935, 1965, 1969, 1980, 1984, 1991, 1992, 1994, 1995, 2008, 2016, 2018, 2024
- Niederländischer Supercupsieger (5): 1991, 1999, 2017, 2018, 2024

## Aktueller Kader 2025/26
Stand: 3. August 2025
| Nr.        | Nat.           | Name                | Geburtstag | im Verein seit |     |     |
| Tor        | Tor            | Tor                 | Tor        | Tor            | Tor | Tor |
| ---------- | -------------- | ------------------- | ---------- | -------------- | --- | --- |
| 01         | Niederlande    | Justin Bijlow       | 22.01.1998 | 2016           |     |     |
| 22         | Deutschland    | Timon Wellenreuther | 03.12.1995 | 2022           |     |     |
| 37         | Niederlande    | Mannou Berger       | 15.10.2004 | 2017           |     |     |
| 39         | Irland         | Liam Bossin         | 15.07.1996 | 2025           |     |     |
| Abwehr     |                |                     |            |                |     |     |
| 02         | Niederlande    | Bart Nieuwkoop      | 07.03.1996 | 2023           |     |     |
| 03         | Niederlande    | Thomas Beelen       | 11.06.2001 | 2023           |     |     |
| 04         | Japan          | Tsuyoshi Watanabe   | 05.02.1997 | 2025           |     |     |
| 05         | Niederlande    | Gijs Smal           | 31.08.1997 | 2024           |     |     |
| 15         | Australien     | Jordan Bos          | 29.10.2002 | 2025           |     |     |
| 18         | Osterreich     | Gernot Trauner      | 25.03.1992 | 2021           |     |     |
| 20         | Costa Rica     | Jeyland Mitchell    | 29.09.2004 | 2024           |     |     |
| 26         | Niederlande    | Givairo Read        | 02.06.2006 | 2024           |     |     |
| 30         | Schweiz        | Jordan Lotomba      | 29.09.1998 | 2024           |     |     |
| 35         | Niederlande    | Neraysho Kasanwirjo | 28.02.2000 | 2025           |     |     |
| 43         | Niederlande    | Jan Plug            | 02.04.2005 | 2016           |     |     |
| Mittelfeld |                |                     |            |                |     |     |
| 06         | Korea Sud      | In-beom Hwang       | 20.09.1996 | 2024           |     |     |
| 07         | Polen          | Jakub Moder         | 07.04.1999 | 2025           |     |     |
| 08         | Niederlande    | Quinten Timber      | 17.06.2001 | 2022           |     |     |
| 10         | Niederlande    | Calvin Stengs       | 18.12.1998 | 2023           |     |     |
| 24         | Niederlande    | Sem Steijn          | 12.11.2001 | 2025           |     |     |
| 25         | Suriname       | Shiloh 't Zand      | 14.05.2003 | 2024           |     |     |
| 28         | Marokko        | Oussama Targhalline | 20.05.2002 | 2025           |     |     |
| 29         | Argentinien    | Ezequiel Bullaude   | 26.10.2000 | 2025           |     |     |
| 34         | Elfenbeinküste | Chris-Kévin Nadje   | 14.08.2001 | 2024           |     |     |
| 40         | Niederlande    | Luciano Valente     | 04.10.2003 | 2025           |     |     |
| Sturm      |                |                     |            |                |     |     |
| 09         | Japan          | Ayase Ueda          | 28.08.1998 | 2023           |     |     |
| 11         | Portugal       | Gonçalo Borges      | 29.03.2001 | 2025           |     |     |
| 16         | Slowakei       | Leo Sauer           | 16.12.2005 | 2025           |     |     |
| 17         | Danemark       | Casper Tengstedt    | 01.06.2000 | 2025           |     |     |
| 19         | Argentinien    | Julián Carranza     | 22.05.2000 | 2024           |     |     |
| 23         | Algerien       | Anis Hadj Moussa    | 11.02.2002 | 2024           |     |     |
| 27         | Mali           | Gaoussou Diarra     | 21.11.2002 | 2025           |     |     |
| 31         | Mexiko         | Stéphano Carrillo   | 07.03.2006 | 2025           |     |     |
| 36         | Niederlande    | Jaden Slory         | 09.05.2005 | 2013           |     |     |
| 57         | Niederlande    | Aymen Sliti         | 24.03.2006 | 2020           |     |     |

## Trainerstab
Stand: 23. Februar 2025
- Robin van Persie(Cheftrainer)
- John de Wolf (Co-Trainer)
- Etiënne Reijnen (Co-Trainer)
- René Hake (Co-Trainer)
- Jyri Nieminen (Torwarttrainer)
- Joey Klene (Kamera, Videoanalyst)
- Rick Mennes (Videoanalyst)
- Frank Boer (Teammanager)
- Dennis te Kloese (Technischer Direktor)

## Bekannte ehemalige Spieler
| - Jerzy Dudek - Eddy Pieters Graafland - Ed de Goey - Joop Hiele - Adri van Male - Henk Timmer - Eddy Treijtel | - Giovanni van Bronckhorst - Joop van Daele - Theo van Duivenbode - Henk Duut - Henk Fräser - Ulrich van Gobbel - Song chong-gug - Guus Haak - Rinus Israël - Gerard Kerkum - Bert Konterman - Ivan Nielsen - Patrick Paauwe - Wim Rijsbergen - Piet Romeijn - Tomasz Rząsa - Sjaak Troost - Bennie Wijnstekers - John de Wolf - Kees van Wonderen | - Mario Been - Paul Bosvelt - Romeo Castelen - Johan Cruyff - Brett Emerton - Piet Fransen - Jean-Paul van Gastel - Willem van Hanegem - Franz Hasil - Puck van Heel - André Hoekstra - Wim Jansen - Theo de Jong - József Kiprich - Ronald Koeman - Reinier Kreijermaat - Jørgen Kristensen - John Metgod - Shinji Ono - Ioan Sabău - Nuri Şahin - Henk Schouten - Gaston Taument - Harry Vos - Georginio Wijnaldum | - Jaap Barendregt - Regi Blinker - Luc Castaignos - Julio Cruz - Cor van der Gijp - Ruud Gullit - Pierre van Hooijdonk - Peter Houtman - Bonaventure Kalou - Salomon Kalou - Ove Kindvall - Adriaan Koonings - Wilhelm Kreuz - Piet Kruiver - Dirk Kuyt - Coen Moulijn - Robin van Persie - Kees Pijl - Henrik Larsson - Jan Linssen - Roy Makaay - Pétur Pétursson - Lex Schoenmaker - Jon Dahl Tomasson - Leen Vente - Peter van Vossen - Manus Vrauwdeunt - Euzebiusz Smolarek - Josef Kaczor - Henk Wery |  |

## Top 10 nach Einsätzen und Toren
(Stand: 15. Dezember 2020; nur Liga-Spiele)
| Einsätze                     | Einsätze           | Einsätze            | Einsätze |
| ---------------------------- | ------------------ | ------------------- | -------- |
| 1                            | Coen Moulijn       | 1955–1972           | 487      |
| 2                            | Wim Jansen         | 1965–1980           | 422      |
| 3                            | Bennie Wijnstekers | 1975–1988           | 352      |
| 4                            | Gerard Kerkum      | 1951–1965           | 349      |
| 5                            | Jan Linssen        | 1932–1954           | 337      |
| 6                            | Sjaak Troost       | 1977–1992           | 328      |
| 7                            | Eddy Treijtel      | 1968–1979           | 323      |
| 8                            | Puck van Heel      | 1923–1940           | 322      |
| 9                            | Joop Hiele         | 1977–1990           | 318      |
| 100                          | Willem van Hanegem | 1968–1976 1981–1983 | 298      |
| * = noch bei Feyenoord aktiv |                    |                     |          |

| Tore                         | Tore               | Tore                | Tore |
| ---------------------------- | ------------------ | ------------------- | ---- |
| 1                            | Jaap Barendregt    | 1925–1937           | 196  |
| 2                            | Kees Pijl          | 1921–1931           | 179  |
| 3                            | Cor van der Gijp   | 1955–1964           | 171  |
| 4                            | Ove Kindvall       | 1966–1971           | 129  |
| 5                            | Henk Schouten      | 1955–1963           | 125  |
| 6                            | Manus Vrauwdeunt   | 1931–1947           | 123  |
| 7                            | Dirk Kuyt          | 2003–2006 2015–2017 | 102  |
| 8                            | Adriaan Koonings   | 1915–1930           | 100  |
| 9                            | Jan Linssen        | 1932–1954           | 091  |
| 10                           | Willem van Hanegem | 1968–1976 1981–1983 | 090  |
| * = noch bei Feyenoord aktiv |                    |                     |      |

## Trainer
Feyenoord hatte Trainer aus ganz Europa. In den frühen Jahren wurde der Verein vor allem von englischen Fußballlehrern trainiert. Der erste niederländische Trainer der Rotterdamer war Engel Geneugelijk, der aber nur als Interimstrainer wirkte. Richard Dombi war der erste erfolgreiche Betreuer der Rot-Weißen. Er führte das Team in drei unterschiedlichen Perioden. Während der wohl schwächsten Zeit der Vereinsgeschichte wurde die Mannschaft von zwei Trainern zur gleichen Zeit betreut, vom Niederländer Pim Verbeek und dem Schweden Gunder Bengtsson. Bengtsson war auch der letzte ausländische Trainer. Die internationalen Titel wurden von Ernst Happel, Wiel Coerver und Bert van Marwijk gewonnen.
| Amtszeit  | Nat.             | Trainer                     |
| --------- | ---------------- | --------------------------- |
| 1921–1922 | England          | Bill Julian                 |
| 1924–1925 | England          | Harry Waits                 |
| 1925–1926 | Niederlande      | Engel Geneugelijk (Interim) |
| 1926–1929 | England          | Jack Hall                   |
| 1929–1930 | England          | Joseph Lamb                 |
| 1930–1931 | Niederlande      | Jaap Kruys (Interim)        |
| 1931–1935 | England          | Eddy Donaghy                |
| 1935–1939 | Osterreich       | Richard Kohn                |
| 1939–1940 | England          | Jack Hall                   |
| 1940–1940 | Niederlande      | Karel Kaufman (Interim)     |
| 1940–1941 | Niederlande      | Theo Huizenaar              |
| 1941–1942 | Niederlande      | Kees van Dijke              |
| 1942–1946 | Niederlande      | Kees Pijl                   |
| 1946–1950 | Niederlande      | Adriaan Koonings            |
| 1950–1951 | England          | Harry Topping               |
| 1951–1955 | Osterreich       | Richard Kohn                |
| 1955–1956 | Niederlande      | Piet de Wolf (Interim)      |
| 1956–1958 | Niederlande      | Jaap van der Leck           |
| 1958–1959 | Niederlande      | Piet de Wolf (Interim)      |
| 1959–1961 | Tschechoslowakei | George Sobotka              |
| 1961–1963 | Osterreich       | Franz Fuchs                 |
| 1963–1964 | Rumänien 1952    | Norberto Höfling            |

| Amtszeit  | Nat.                                           | Trainer                     |
| --------- | ---------------------------------------------- | --------------------------- |
| 1964–1967 | Osterreich                                     | Wilhelm Kment               |
| 1967–1969 | Niederlande                                    | Ben Peeters                 |
| 1969–1973 | Osterreich                                     | Ernst Happel                |
| 1973–1973 | Niederlande                                    | Ad Zonderland (Interim)     |
| 1973–1975 | Niederlande                                    | Wiel Coerver                |
| 1975–1976 | Polen                                          | Antoni Brzeżańczyk          |
| 1976–1976 | Niederlande                                    | Ad Zonderland (Interim)     |
| 1976–1978 | Jugoslawien Sozialistische Föderative Republik | Vujadin Boškov              |
| 1978–1982 | Tschechoslowakei                               | Vaclav Jezek                |
| 1982–1982 | Niederlande                                    | Clemens Westerhof (Interim) |
| 1982–1983 | Niederlande                                    | Hans Kraay senior           |
| 1983–1983 | Niederlande                                    | Ab Fafié (Interim)          |
| 1983–1984 | Niederlande                                    | Thijs Libregts              |
| 1984–1986 | Niederlande                                    | Ab Fafié                    |
| 1986–1988 | Niederlande                                    | Rinus Israël                |
| 1988–1989 | Niederlande                                    | Rob Jacobs                  |
| 1989–1991 | Niederlande                                    | Pim Verbeek (dual)          |
| 1989–1991 | Schweden                                       | Gunder Bengtsson (dual)     |
| 1991–1991 | Niederlande                                    | Wim Jansen (Interim)        |
| 1991–1992 | Niederlande                                    | Hans Dorjee                 |
| 1992–1992 | Niederlande                                    | Wim Jansen (Interim)        |
| 1992–1995 | Niederlande                                    | Willem van Hanegem          |

| Amtszeit  | Nat.        | Trainer                     |
| --------- | ----------- | --------------------------- |
| 1995–1995 | Niederlande | Geert Meijer (Interim)      |
| 1995–1997 | Niederlande | Arie Haan                   |
| 1997–1997 | Niederlande | Geert Meijer (Interim)      |
| 1997–1997 | Niederlande | John Metgod (Interim)       |
| 1997–2000 | Niederlande | Leo Beenhakker              |
| 2000–2000 | Niederlande | Henk van Stee (Interim)     |
| 2000–2004 | Niederlande | Bert van Marwijk            |
| 2004–2005 | Niederlande | Ruud Gullit                 |
| 2005–2007 | Niederlande | Erwin Koeman                |
| 2007–2007 | Niederlande | Leo Beenhakker (Interim)    |
| 2007–2008 | Niederlande | Bert van Marwijk            |
| 2008–2009 | Niederlande | Gertjan Verbeek             |
| 2009–2009 | Niederlande | Leon Vlemmings (Interim)    |
| 2009–2011 | Niederlande | Mario Been                  |
| 2011–2011 | Niederlande | Leon Vlemmings (Interim)    |
| 2011–2014 | Niederlande | Ronald Koeman               |
| 2014–2015 | Niederlande | Fred Rutten                 |
| 2015–2019 | Niederlande | Giovanni van Bronckhorst    |
| 2019      | Niederlande | Jaap Stam                   |
| 2019–2021 | Niederlande | Dick Advocaat               |
| 2021–2024 | Niederlande | Arne Slot                   |
| 2024–2025 | Danemark    | Brian Priske                |
| 2025      | Niederlande | Pascal Bosschaart (Interim) |
| 2025–     | Niederlande | Robin van Persie            |

## Präsidenten
Im Gegensatz zu Feyenoords Trainern, welche aus ganz Europa kamen, waren die Präsidenten hauptsächlich niederländisch. Die einzige Ausnahme bildete der Schwede Amandus Lundqvist.
Mit einer Amtszeit von 28 Jahren hatte Cor Kieboom die längste.
| Amtszeit  | Nat.        | Präsident          |
| --------- | ----------- | ------------------ |
| 1908–1911 | Niederlande | G.D. van Leerdam   |
| 1911–1918 | Niederlande | Leen van Zandvliet |
| 1918–1919 | Niederlande | Jan van Bennekom   |
| 1920–1925 | Niederlande | Johan Weber        |
| 1925–1939 | Niederlande | Leen van Zandvliet |
| 1939–1967 | Niederlande | Cor Kieboom        |
| 1967–1973 | Niederlande | Guus Couwenberg    |
| 1973–1979 | Niederlande | Leo van Zandvliet  |

| Amtszeit  | Nat.        | Präsident            |
| --------- | ----------- | -------------------- |
| 1979–1982 | Niederlande | Guus Couwenberg      |
| 1982–1989 | Niederlande | Gerard Kerkum        |
| 1989–1990 | Niederlande | Carlo de Swart       |
| 1990–1992 | Schweden    | Amandus Lundqvist    |
| 1992–2006 | Niederlande | Jorien van den Herik |
| 2006–2007 | Niederlande | Gerard Kerkum        |
| 2007–2015 | Niederlande | Dick van Well        |
| 2015–2018 | Niederlande | Gerard Hoetmer       |
| 2018–     | Niederlande | Toon van Bodegom     |

## Kooperationen
Feyenoord hatte eine Reihe von Kooperationspartner auf Vereinsebene. Zum einen haben sie zusammen mit dem SBV Excelsior eine Kooperation auf Jugendebene geschaffen. Zum anderen bestehen seit 2009 Partnerschaften mit dem ungarischen Klub Újpest FC und der Feyenoord Academy aus Ghana. Seit Juni 2023 besteht eine Kooperation mit dem niederländischen Zweitligisten FC Dordrecht.

## Anhänger
Feyenoord ist einer der populärsten Fußballvereine in den Niederlanden und verfügt über eine landesweite Gefolgschaft.
Teile davon sind jedoch auch für ihre Gewaltbereitschaft bekannt. So kam es zu Zwischenfällen und Ausschreitungen in Rotterdam, Rom, Graz und Tirana.

### Freundschaften
Eine langjährige Freundschaft besteht mit Celtic Glasgow, die auf die gemeinsame Finalbegegnung beider Vereine im Europapokal der Landesmeister 1969/70 zurückzuführen ist.
Siege gegen die jeweiligen Erzrivalen des befreundeten Vereins in der Saison 2001/02 sorgten für eine Vertiefung der Freundschaft: So gewann Celtic am 8. August 2001 in der dritten Qualifikationsrunde bei Ajax Amsterdam 3:1 und konnte sich (trotz eines 0:1 im Rückspiel) für die Gruppenphase der UEFA Champions League 2001/02 qualifizieren, während Feyenoord sich (auf dem Weg zum Titelgewinn!) im Achtelfinale des UEFA-Pokals 2001/02 mit dem Gesamtergebnis von 4:3 gegen die Glasgow Rangers durchsetzen konnte. Bei beiden Spielen kam es zu gewalttätigen Auseinandersetzungen. Unmittelbar vor dem Spiel in der Amsterdam Arena lieferten Celtic- und Ajax-Anhänger sich eine Schlägerei, und beim Spiel in Rotterdam wurden Rangers-Fans attackiert. 2003 wurde ein Freundschaftsspiel zwischen beiden Vereinen arrangiert, das hauptsächlich aufgrund der bestehenden Fanfreundschaft ausgetragen wurde. Auch vom Milieu her sind die Vereine und Fangruppen sich ähnlich: während Feyenoord und Celtic als „traditionelle Arbeitervereine“ gelten, sind Ajax und die Rangers eher in der Mittelschicht verankert.
Auch beim erneuten Aufeinandertreffen von Ajax und Celtic in der Vorrundengruppe H der UEFA Champions League 2013/14 kam es in Amsterdam zu gewalttätigen Auseinandersetzungen.
Im Februar 2015 wurde von Fans beider Vereine eine gemeinsame Benefizveranstaltung ausgerichtet.
Eine langjährige und intensive Freundschaft bestand auch mit Royal Antwerpen. Sie wird von einigen älteren Fans auf beiden Seiten noch immer gepflegt, hat aber großen Schaden genommen, als Hooligans von Feyenoord am 25. März 2006 anlässlich eines Zweitligaspiels des RAFC gegen den KV Mechelen (2:1) nach Antwerpen gereist und auf Fans des Heimvereins losgegangen sind.

### Feindschaften
Die mit Abstand größte Abneigung besteht gegenüber Ajax Amsterdam, und ihre Begegnung gilt in den Niederlanden als Klassiker.
Der traditionelle Stadtrivale ist Sparta. Während Feyenoord aus dem gleichnamigen Stadtbezirk mit dem Rotterdamer Hafen von Anfang an als klassischer Arbeiterverein galt, liegen die Ursprünge von Sparta in der städtischen Oberschicht.